# Сікан Карлссон
Сікан Анна-Грета Карлссон (12 серпня 1915 , Katarina church parishd, лен Стокгольм  — 2 листопада 2011 , Хьогалідd, лен Стокгольм ) — шведська актриса театру та кіно, співачка.

## Життєпис

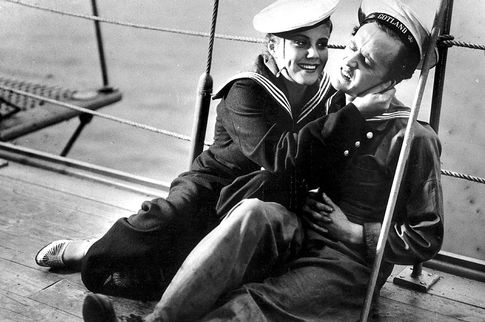
Сцена з фільму «Готовий до бою» (1937). Сікан Карлссон та Оке Седерблум у матроських костюмах.

З 1930-х до 1950-х років Карлссон була найпопулярнішою кіноактрисою Швеції та найвисокооплачуванішою у країні, перевищуючи зарплату навіть найпопулярнішого актора. Вона також була успішною співачкою та артисткою звукозапису, виступала на сцені та в музичних ревю. Здобула популярність своїми комедійними фільмами, пік яких припав на Другу світову війну. Кілька її фільмів цього періоду включають оптимістичні музичні номери, покликані підняти моральний дух втомленої від війни аудиторії. Персонажі, яких акторка грала в післявоєнні роки, часто були складнішими, ніж у попередні роки тому не сприяли реалізації талантів співачки. На екрані вона грала безтурботних та оптимістичних, енергійних молодих жінок, які розв'язували повсякденні проблеми. Фільми в яких вона знімалася, були надзвичайно популярними і часто довше, ніж інші, демонструвалися в кінотеатрах.
Акторська діяльність Карлссон найбільше пов'язана з двома режисерами: Шамілом Бауманом (у фільмах з 1945 по 1955 роки) і Хассе Екманом (1956—1965). Попри те, що вона запам'яталася здебільшого своїми легковажними ролями, вона також могла зобразити драматичних персонажів, коли це було потрібно. Однією з її найвідоміших драматичних ролей була «Lustgården» 1961 року (він же «Сад насолод») за сценарієм, написаним спеціально для неї Інгмаром Бергманом.
Карлссон публічно заявила, що позитивно сприймає комедійні ролі, і пишається тим, що їй запропонували ролі, які дали їй можливість розсмішити публіку. Найкращими фільмами за участі Сікан Карлссон є такі: Det glada kalaset (1946), Skolka skolan (1948), Klasskamrater (1952), Sjunde himlen (1956) та Lustgården (1961).

## Шлюби
Народжена в робітничій родині, вона боролася за те, щоб бути прийнятою в середовищі вищого класу і пережила два розірвані шлюби до весілля з бізнесменом Зельве Адамссоном, яке закінчилося його смертю в 1987 році. У її першому шлюбі з Ґостою Рейтером народилася дочка Інгеґард.

## Пізніші роки
У 2005 році вона була нагороджена почесною нагородою Золотий жук (Guldbagge Awards) у Швеції.

## Вибрана фільмографія

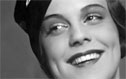
Сікан Карлссон у Södra Teatern 1934

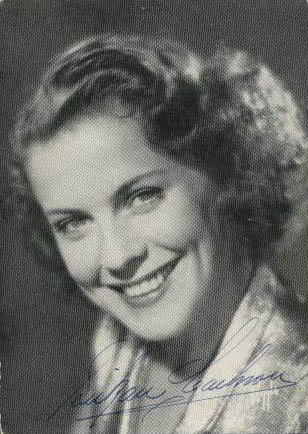
Світлина з автографом, середина 1940-х років

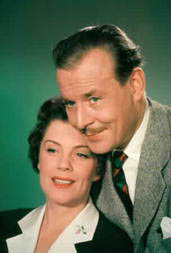
З актором і режисером Хассе Екманом, рекламний знімок кінця 1950-х років

- 1932: І вкрали підробку  — Айна
- 1932: «Я виходжу заміж — ніколи» — Покоївка (в титрах)
- 1933: «Дорога родина» — Маріанна Фрііс
- 1934: «Пісня для неї» — Марта Холм
- 1934: «Саймон і Бакабо» — Грета
- 1935: «Любов після нотаток» — Інгрід Блумквіст
- 1935: «Smålänningar» — Інга Бломгрен
- 1937: «Російський грип» — Боян
- 1937: «Готовий до бою» — Брітта Бірке
- 1937: «Ой, така ніч» — Ірма Берґгрен
- 1938: «Грім і блискавка» — Пірет Хенсон, балетка
- 1938: «Просто трубач» — Гертруда Брінкман
- 1939: «Чистий каркас правди» — Марта Лунд
- 1939:  Landstormens lilla Lotta  — Ельза Стрід
- 1939: «О, такий хлопчик!» — Єва Бломберг
- 1940: «Джентльмен в оренду» — Клер Ваннер
- 1941:  Landstormens lilla argbigga  — Маріанна Норреніус
- 1941: «Сьогодні ввечері або ніколи» — Маргіт Холм
- 1942: «Дівчина у вікні навпроти» — Інгрід Ліндер
- 1942: «Лейтенантська» — Луїза Польссон
- 1943: «Дівчина для мене» — Віра Ланнер
- 1944: «Його офіційна наречена» — Моніка Брандт
- 1944: «Зелений ліфт» — Ліллан
- 1945: «Дівчата в Смоланді» — Крістіна Ларссон
- 1946: «Щаслива вечірка» — Брітт Гранвік
- 1947: «Шлюбна ніч» — Івонн
- 1947: «Тато в розшуку» — Мері Броберг
- 1948: «Життя у Форсбігольмі» — Брітт Ланге
- 1949: «Сколка сколан» — Маргарета Карлсон-Кронберг
- 1949:  Jungfrun på Jungfrusund  — Інгрід, покоївка
- 1950: «Я і моя сестра» — Катаріна Хассель / Біргітта Хассель
- 1950: Перша дитина міс — Соня Броберг, журналіст
- 1951: «Мене звати Пак» — Пак Андерссон
- 1952: «Один наречений за раз» — Ліліан «Ліллан» Карлберг
- 1952: «Однокласники» — Анна-Грета Валлін
- 1954: «Танці на трояндах» — Маріанна Молін
- 1955: «Кохана на вагах» — Інгрід Біллберг
- 1956:  Сьоме небо  — Ловіса Санделиус, помічник лікаря
- 1957: «З німбом під кутом» — Біргітта Льовгрен
- 1958: «Ти моя пригода» — Лена Бергстрем
- 1959: «Міс шик» — Ізабелла Ліндер
- 1959: «Небо і млинці» — Ловіса Санделиус
- 1961: «Сад задоволення» — Фанні, офіціантка
- 1965: «Нікласони» (серіал) — Елізабет Нікласон
- 1972:  Anderssonskans Kalle  — Anderssonskan
- 1973: «Весілля» — Біргіт Стрід
- 1973:  Anderssonskans Kalle у формі автобуса  — Anderssonskan
- 1979: «Шарлотта Левеншельд» — Регіна Форсіус, дружина сільського декана
- 1983:  Öbergs på Lillöga  (серіал) — Брітта
- 1992: Двоюрідні брати в кубі (серіал) — Марго, мати Бенгта

## Джерело та посилання
- Карлсон, Сікан; Сікан (автобіографія), Боньє, Стокгольм, Швеція, 1977.
- Холм, Крік; På tu man hand med filmidoler (розділ Сікан Карлссон), Меденс, Стокгольм, Швеція, 1947.

## Джерело
- Сікан Карлссон на сайті Svenskt kvinnobiografiskt lexikon